# Heinz Hermann
Heinz Hermann (Zúrich, Suiza; 28 de marzo de 1958) es un exfutbolista y entrenador suizo. Jugaba de centrocampista y pasó gran parte de su carrera en el Grasshopper Club Zürich desde 1977 a 1985. Fue internacional absoluto con la selección de Suiza, donde posee el récord de más encuentros disputados con 118 encuentros.

## Trayectoria

### Como jugador
En 1977, Hermann dejó el FC Seefeld Zürich y fichó por el Grasshopper, donde ganó la Superliga de Suiza cuatro veces y una Copa de Suiza. Tras su salida del club al término de la temporada 1984-85, jugó para el Neuchâtel Xamax FC, Servette Football Club y el FC Aarau, en este último se retiró como futbolista en 1994. Entre los años 1984 y 1988 ganó el premio al futbolista suizo del año cinco veces consecutivas.

### Como entrenador
Luego de su retiro, comenzó su carrera como entrenador, donde trabajó en clubes como el SR Delémont, FC Vaduz de Liechtenstein y el FC Basilea. 
Entre julio de 2012 y febrero de 2013 fue el director deportivo del FC Luzern.

## Selección nacional
Fue internacional absoluto con la selección de Suiza entre 1978 y 1991. Con 118 partidos disputados tiene el récord nacional en presencias, por delante de Alain Geiger y Stephan Lichtsteiner.

## Clubes

### Como jugador
| Club                    | País  | Año       |
| ----------------------- | ----- | --------- |
| Grasshopper Club Zürich | Suiza | 1977-1985 |
| Neuchâtel Xamax FC      | Suiza | 1985-1990 |
| FC Servette             | Suiza | 1990-1992 |
| Grasshopper Club Zürich | Suiza | 1992-1993 |
| FC Aarau                | Suiza | 1993-1994 |

### Como entrenador
| Club                            | País          | Año       |
| ------------------------------- | ------------- | --------- |
| FC Basilea                      | Suiza         | 1997      |
| SR Delémont                     | Suiza         | 2000-2002 |
| SV Waldhof Mannheim (asistente) | Alemania      | 2002-2005 |
| FC Basilea (inferiores)         | Suiza         | 2005-2007 |
| FC Vaduz                        | Liechtenstein | 2007-2008 |

.

## Palmarés

### Como jugador

#### Títulos nacionales
| Título             | Club                    | País  | Año     |
| ------------------ | ----------------------- | ----- | ------- |
| Superliga de Suiza | Grasshopper Club Zürich | Suiza | 1977-78 |
| Superliga de Suiza | Grasshopper Club Zürich | Suiza | 1981-82 |
| Superliga de Suiza | Grasshopper Club Zürich | Suiza | 1982-83 |
| Superliga de Suiza | Grasshopper Club Zürich | Suiza | 1984-85 |
| Superliga de Suiza | Neuchâtel Xamax FC      | Suiza | 1986-87 |
| Superliga de Suiza | Neuchâtel Xamax FC      | Suiza | 1987-88 |
| Copa de Suiza      | Grasshopper Club Zürich | Suiza | 1983    |

### Distinciones individuales
| Distinción               | Año     |
| ------------------------ | ------- |
| Futbolista Suizo del año | 1983-84 |
| Futbolista Suizo del año | 1984-85 |
| Futbolista Suizo del año | 1985-86 |
| Futbolista Suizo del año | 1986-87 |
| Futbolista Suizo del año | 1987-88 |